# Leende dansmusik 87
Leende dansmusik 87 är ett studioalbum från 1987 av det svenska dansbandet Matz Bladhs.

## Låtlista

### Sida 1
1. Aj, aj, aj (Jag svävar i det blå)
2. Lilla fågel
3. Skye Boat Song
4. Señorita
5. Du vän i mitt liv
6. I många många tusen år
7. Där näckrosen blommar

### Sida 2
1. En för alla, alla för en
2. Jag ser i dina ögon
3. När vi får ha varann
4. Vilket underbart liv
5. När bröllopsklockor ringa
6. De' var du
7. Då släpper man loss

### Fotnoter
1. ↑  ”Leende dansmusik 87” (på engelska). Discogs. 13 mars 1987. http://www.discogs.com/Matz-Bladhs-Leende-Dansmusik-87/release/4385133. Läst 10 augusti 2014.